# Grangeopsis
Grangeopsis là một chi thực vật có hoa trong họ Cúc (Asteraceae).

## Loài
Chi Grangeopsis gồm các loài: